# Chibuto (miasto)
Chibuto – główne miasto dystryktu Chibuto w prowincji Gaza w południowym Mozambiku, pełni również funkcję gminy (port. município) z wybieranym w wyborach samorządem. W 2013 roku liczba mieszkańców wynosiła 60 830.